# Hemligheter och lögner
Hemligheter och lögner är en brittisk dramafilm från 1996 regisserad av Mike Leigh. Huvudrollerna spelas av Brenda Blethyn, Timothy Spall, Phyllis Logan och Marianne Jean-Baptiste.
Filmen vann 1996 års Guldpalmen i Filmfestivalen i Cannes.

## Handling
Filmen följer Hortense Cumberbatch som adopterades som barn, men nu är vuxen, bor i London och jobbar som optiker. Hon bestämmer sig för att leta rätt på vem hennes biologiska mamma är, trots varningar om att det kan röra upp känslor. När hon får veta att hennes biologiska mor är vit blir hon förvånad, eftersom hon själv är svart. 
Hortense hittar kvinnan, Cynthia Purley, som bor i östra London och arbetar i en kartongfabrik. Hon bor tillsammans med sin andra dotter Roxanne, som arbetar som gatusopare och mamman och dottern hamnar ofta i bråk. Cynthias yngre bror Maurice är en framgångsrik fotograf som bor i en förort med sin fru Monica. Cynthia och Monica har svårt för varandra och Monica betraktar sin svägerska som hysterisk och självömkande, medan Cynthia anser att Monica är snål och snobbig. På grund av skiljaktigheterna mellan Cynthia och Monica träffar Maurice sällan Cynthia och hennes dotter Roxanne trots att de inte bor särskilt långt bort. När Roxanne ska fylla 21 ska äntligen familjen samlas och Maurice och Monica ska ordna en grillfest för att fira Roxanne.
När Hortense ringer upp Cynthia och frågar om hon minns barnet Elizabeth Purley som föddes 1968 blir Cynthia chockad och slänger på luren. Sakta men säkert får de ändå bra kontakt även om hon inte vill berätta för Hortense vem hennes biologiska far var. Cynthia lever upp av den nya vänskapen med Hortense, så pass att Roxanne börjar undra vem hon smiter ut för att träffa. Hon frågar Maurice om hon kan ta med en "jobbarkompis" till Roxannes födelsedagsfirande och övertalar Hortense att komma trots att hon är skeptisk till idén att låtsas vara kollegor.
Hortense försöker undvika frågorna den nyfikna familjen ställer till henne under grillfesten. Cynthia blir mer och mer nervös av situationen och när Hortense går på toaletten brister Cynthias självbehärskning och hon berättar för alla att hon är hennes mamma. Roxanne blir ursinnig och rusar iväg och Maurice följer efter för att försöka lugna ner henne och få henne att komma tillbaka. När Roxanne är tillbaka förklarar Cynthia att hon blev gravid som tonåring och skickades iväg. Hon är syrlig mot Monica som hon tycker är så präktig och själv borde prova att uppfostra ett barn ensam. Då kommer det fram att Monica inte kan få barn och att det är en stor sorg för henne och Maurice. Monica bryter ihop och kvinnorna tröstar varandra. Till slut berättar Cynthia vem Hortense pappa var: en amerikan på semester i Benidorm där de träffades. 
I filmens slut besöker Hortense Cynthia och Roxanne och avslöjar för Roxanne att hon alltid har velat ha en syster. De kommer överens om att de ändå är halvsystrar även om det kan komma en del följdfrågor när de presenterar sig som det. 

## Rollista
- Timothy Spall - Maurice Purley
- Phyllis Logan - Monica Purley
- Brenda Blethyn - Cynthia Rose Purley
- Claire Rushbrook - Roxanne Purley
- Marianne Jean-Baptiste - Hortense Cumberbatch
- Elizabeth Berrington - Jane
- Michele Austin - Dionne
- Lee Ross - Paul
- Lesley Manville - Social Worker gift med Autense D'Acrcordu
- Ron Cook - Stuart
- Emma Amos - Flicka med ärr
- Brian Bovell - Hortense bror
- Trevor Laird - Hortense bror
- Claire Perkins - Hortense Sister-in-Law (Clare Perkins)